# Múscul abductor del menovell
El múscul abductor del menovell o abductor del dit petit (musculus abductor digiti minimi manus) és un múscul curt i aplanat de la mà, es troba a la regió interna palmar, en l'eminència hipotènar del palmell de la mà.
Sorgeix des de l'os pisiforme i del múscul cubital anterior, el qual acaba en un tendó llis que es divideix en 2 parts: un s'uneix a la primera falange del dit petit, l'altre a la vora ulnar de l'aponeurosi del flexor curt del menovell.
Està innervat pel nervi cubital, pel que fa a la irrigació, l'artèria encarregada és l'artèria cubital.
La seva funció és adduir el menovell respecte a l'eix del cos, o abduir-lo respecte a l'eix del dit mitjà de la mà. En casos de polidactília, el sisè dit és regit per aquest múscul.

## Imatges

Secció transversal del canell
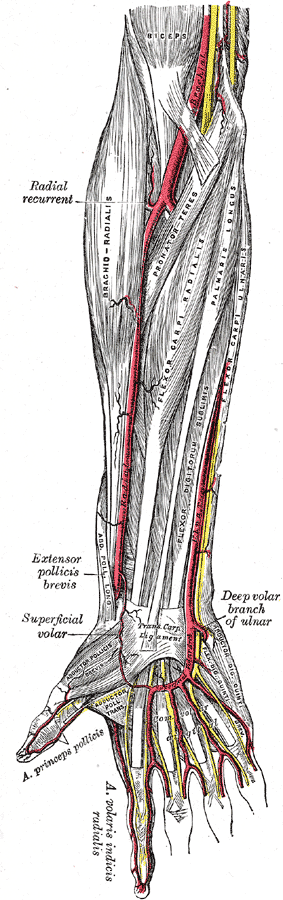
Artèries radial i cubital.
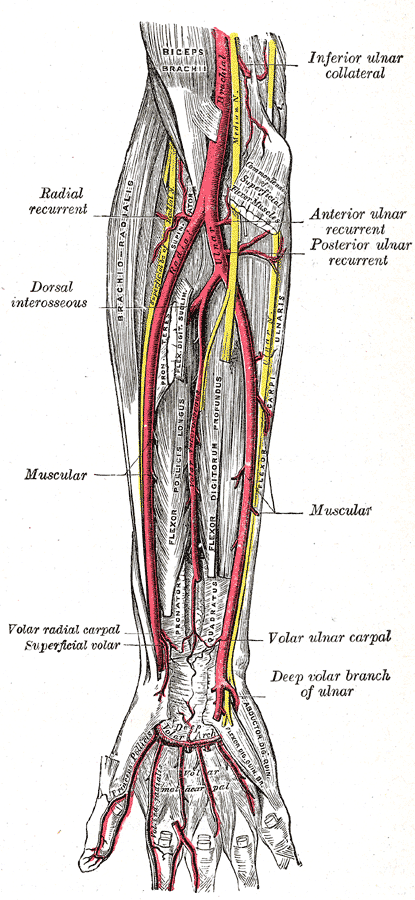
Artèries radial i cubital, vista profunda